# حوض ماء

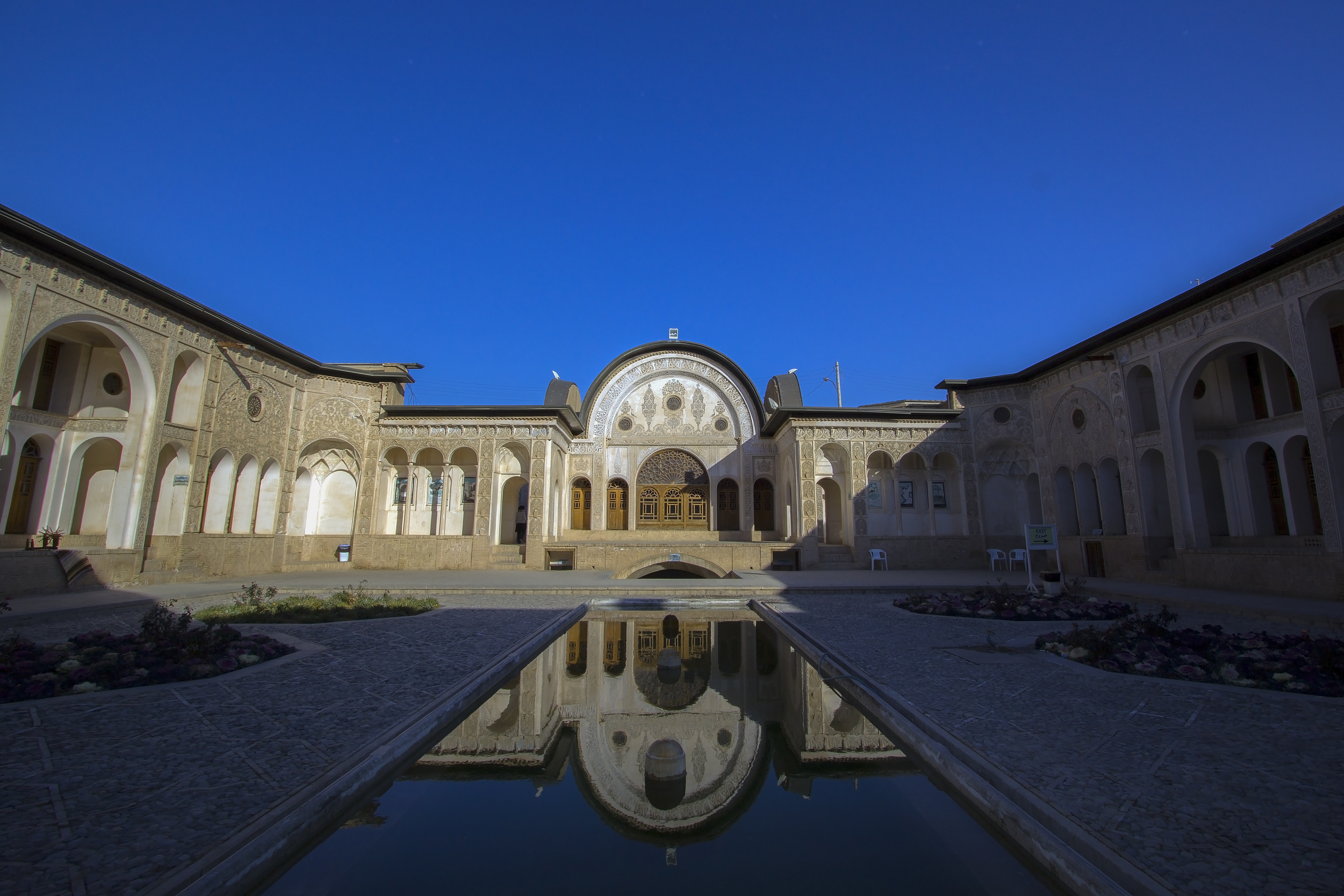
حوض ماء

يعتبر الحوض مكونا جماليا ودينيا من مكونات العمارة العربية، فيكون المتوضأ للمساجد، ووسط البيت لتبريد المنازل ويسمى في الشام "البحرة"، عادة ماتكون نافورة صغيرة (سلسبيل) موصولة به.

## معرض الصور

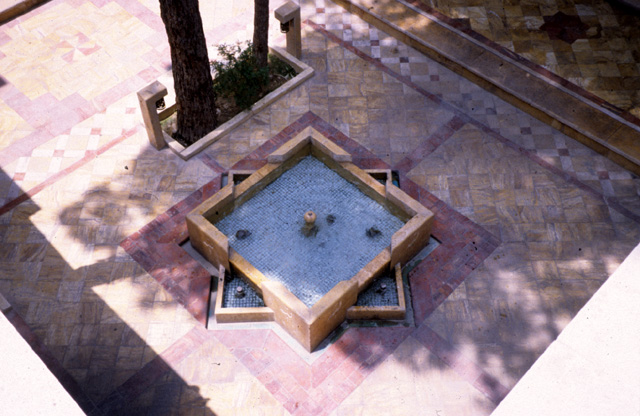
حوض صغير في مسجد في طهران على شكل مربعين تقليديين، أحدهما يدور بزاوية 45 درجة.
حوض صغير في أصفهان
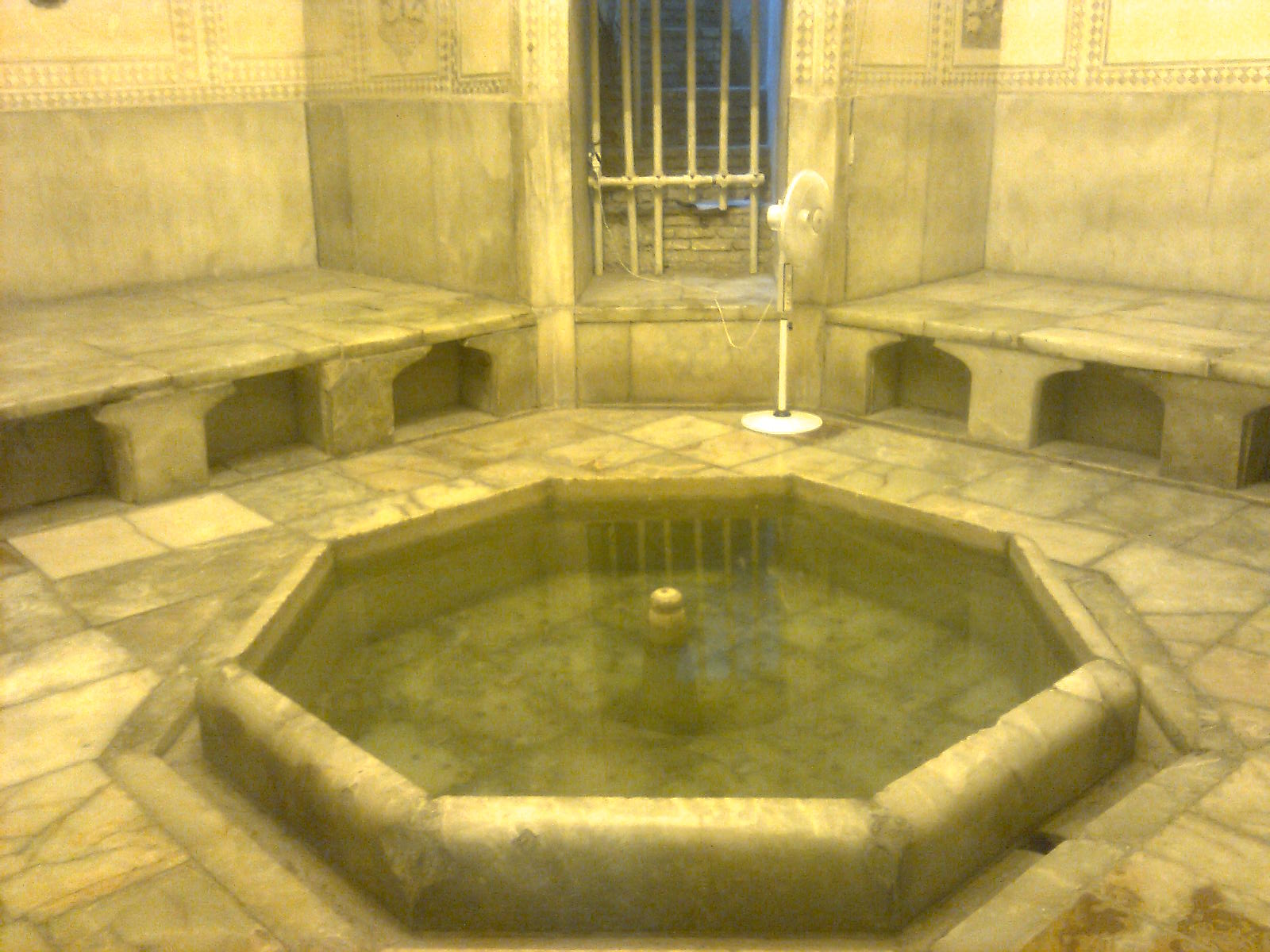
حوض في حمام التاريخي إيراني في أرج كريم خان
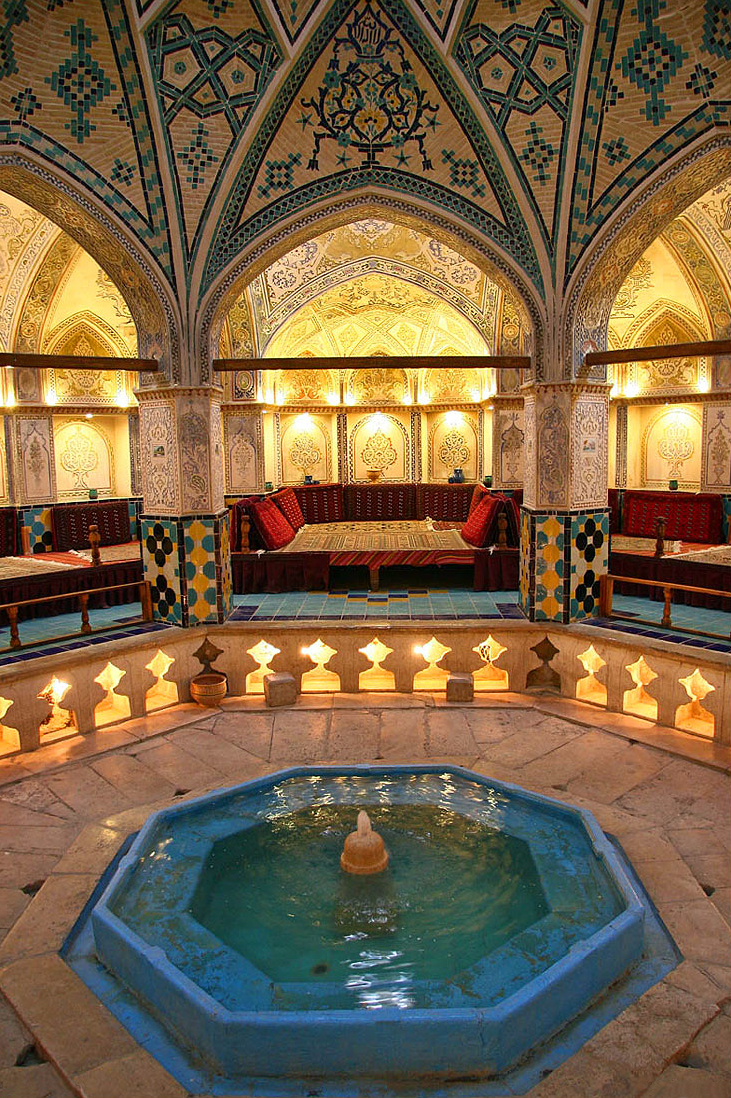
حوض في حمام السلطان أمير أحمد، كاشان، إيران
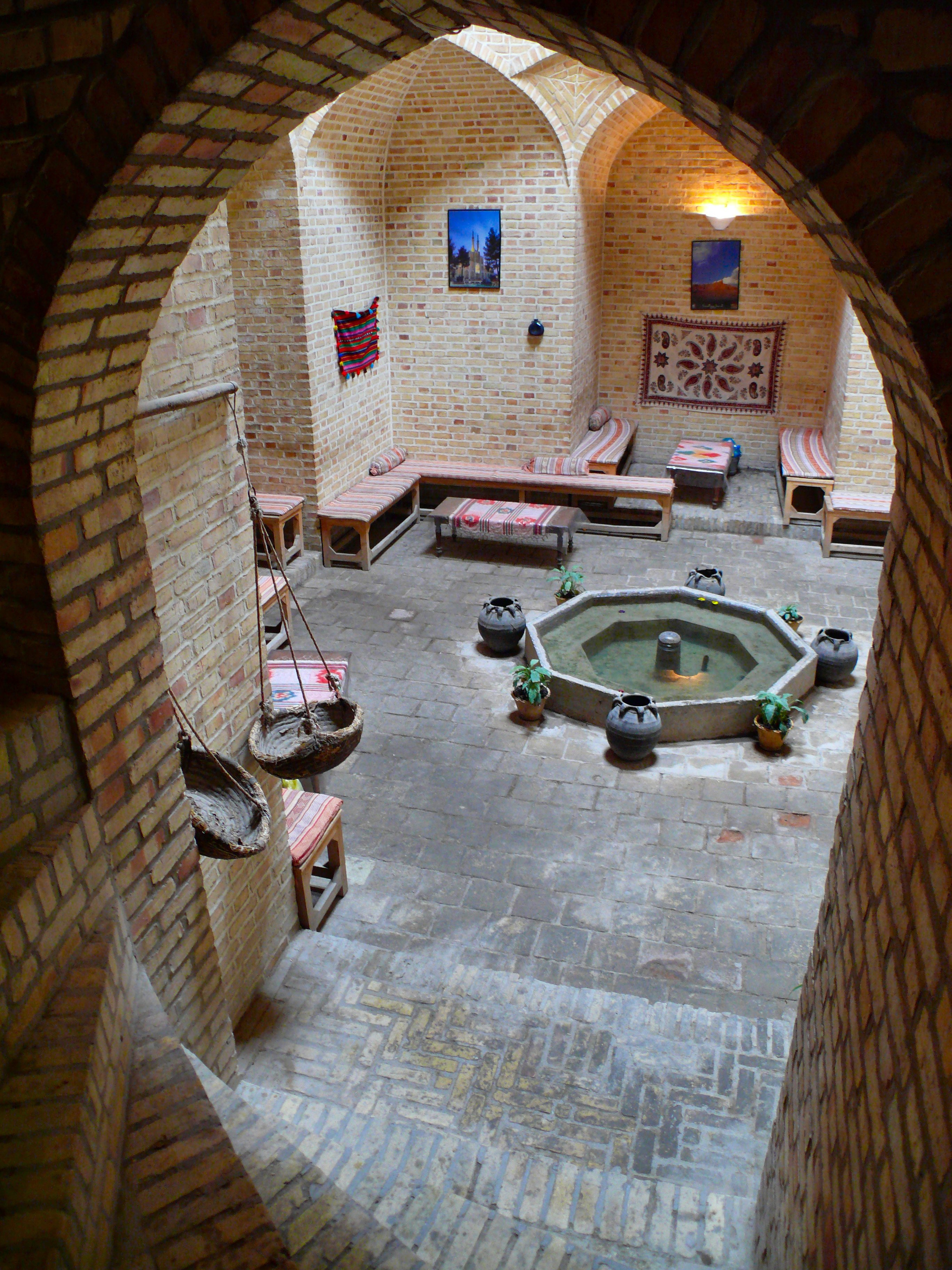
حوض في أحد بيوت الشاي التاريخية تحت الأرض (شيخانة) في يزد
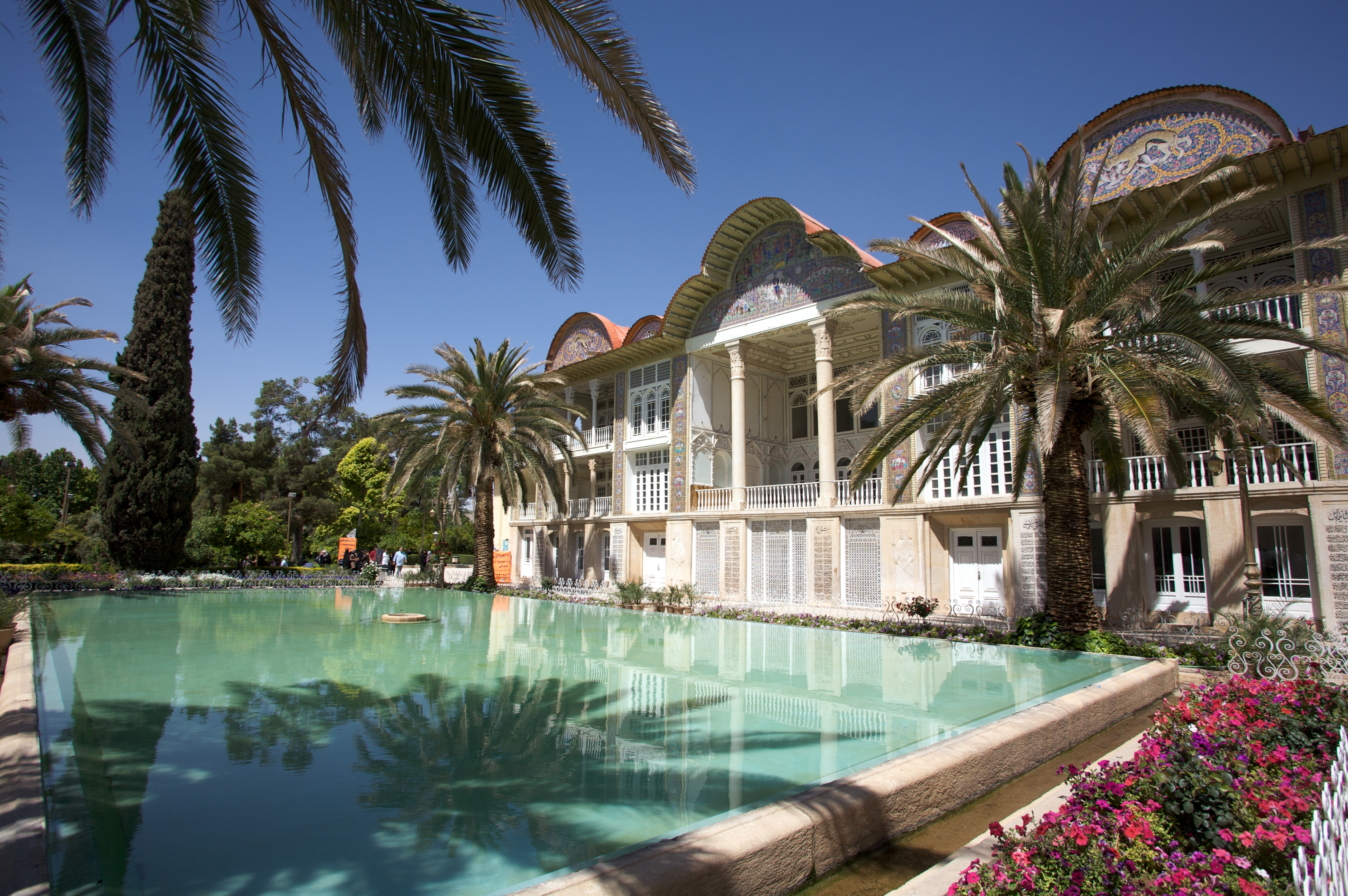
حوض حديقة أرم
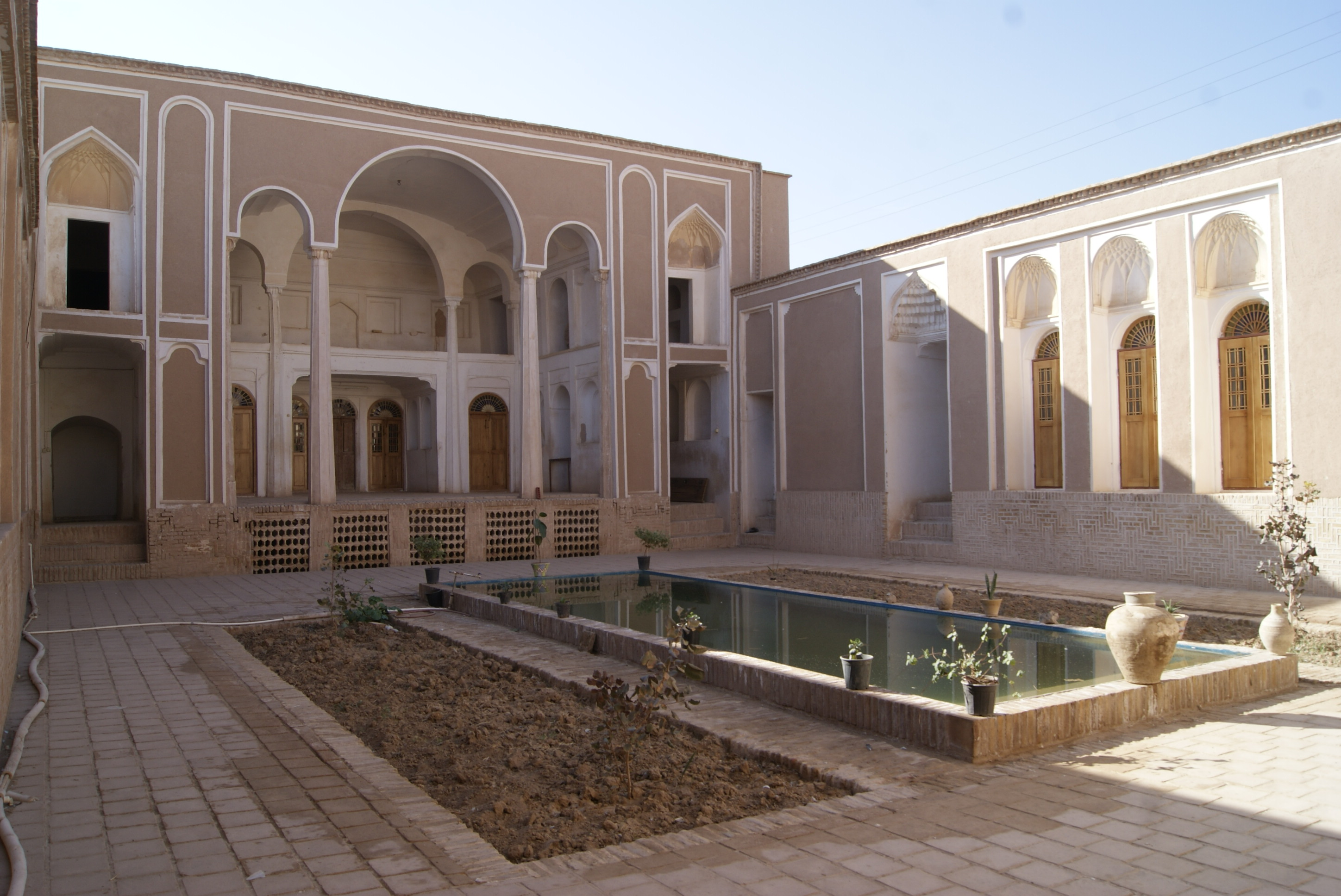
حوض في فناء منزل مصطفي
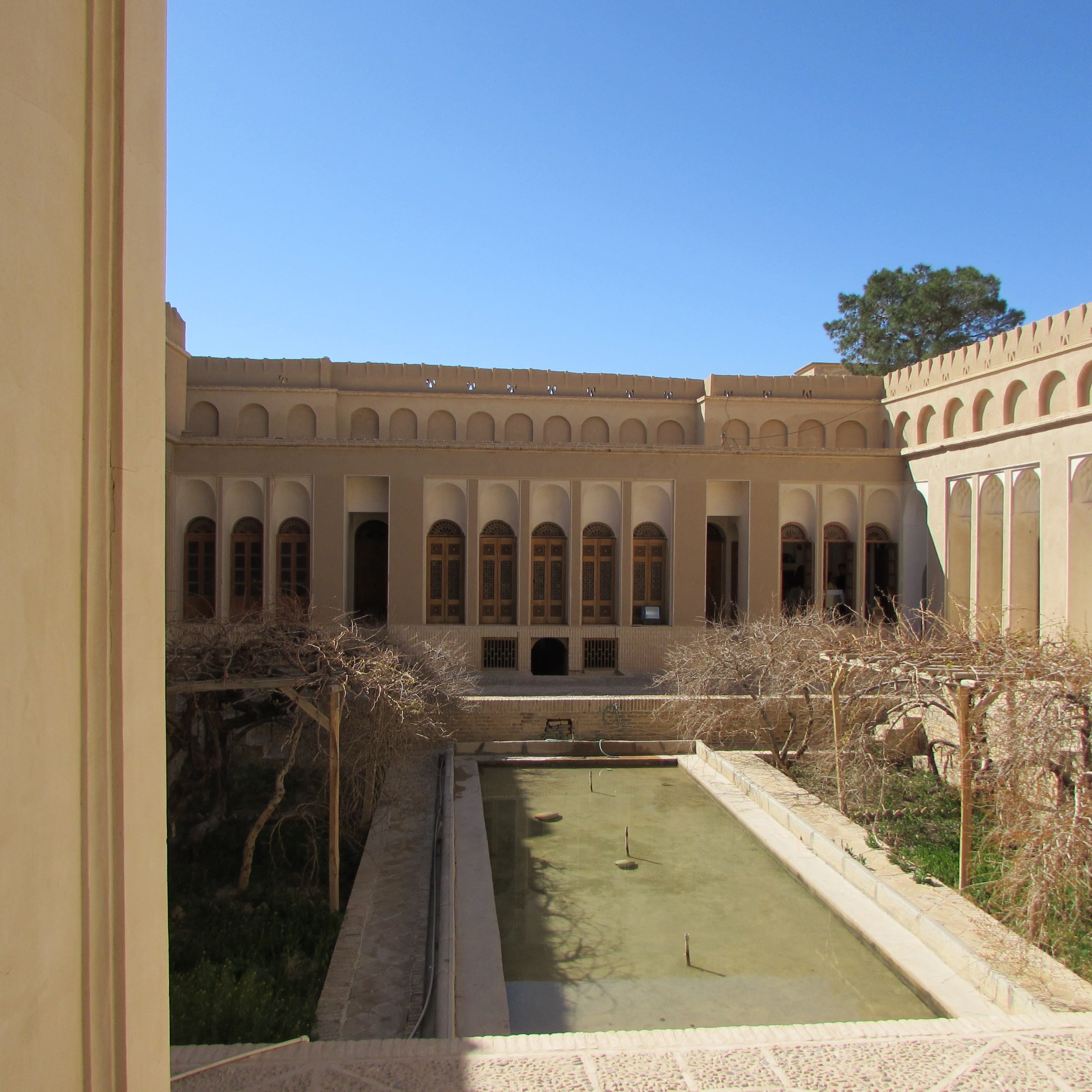
حوض مستطيل كبير في منزل إيراني تقليدي
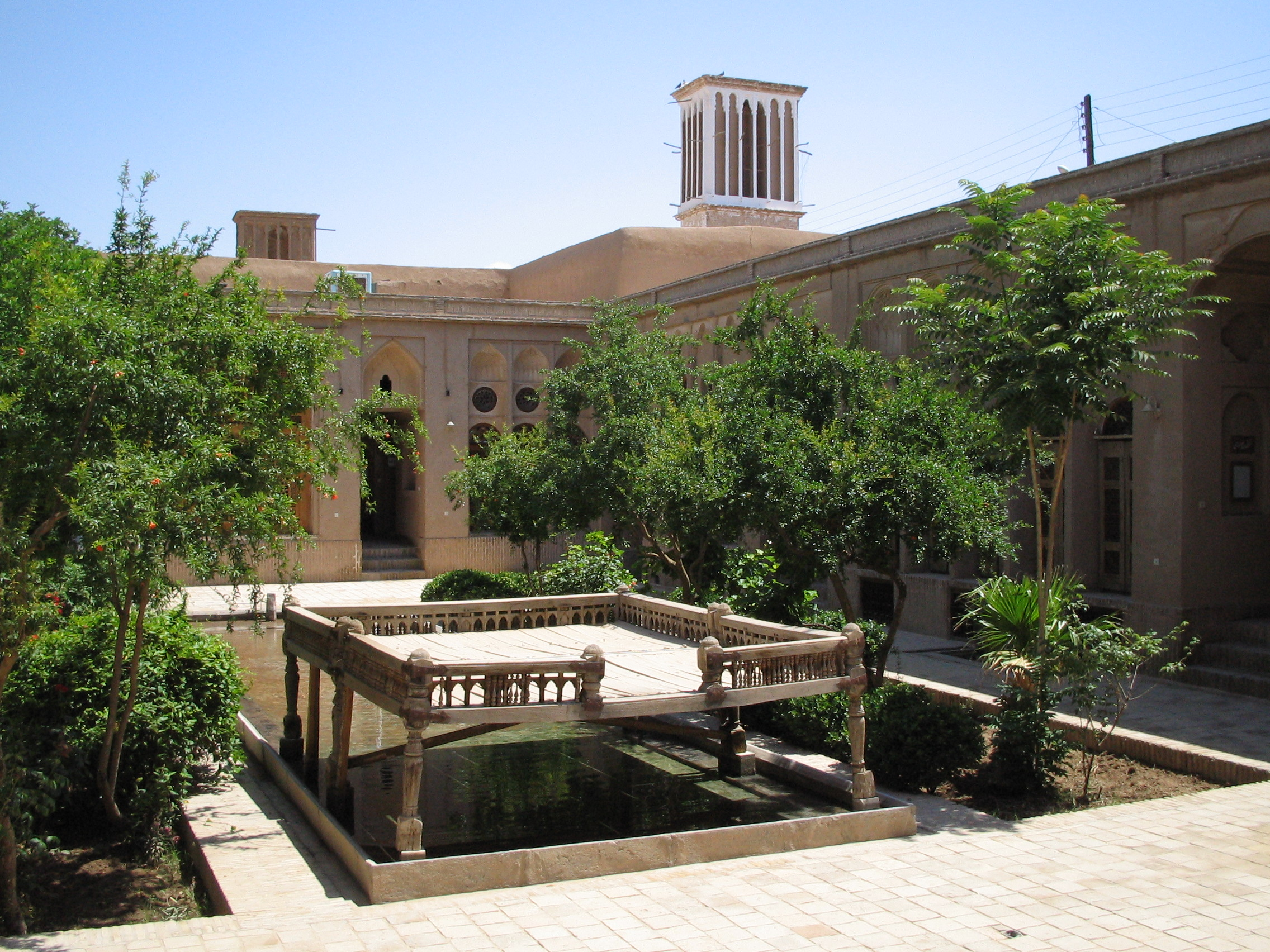
حوض في خان لاري، يزد
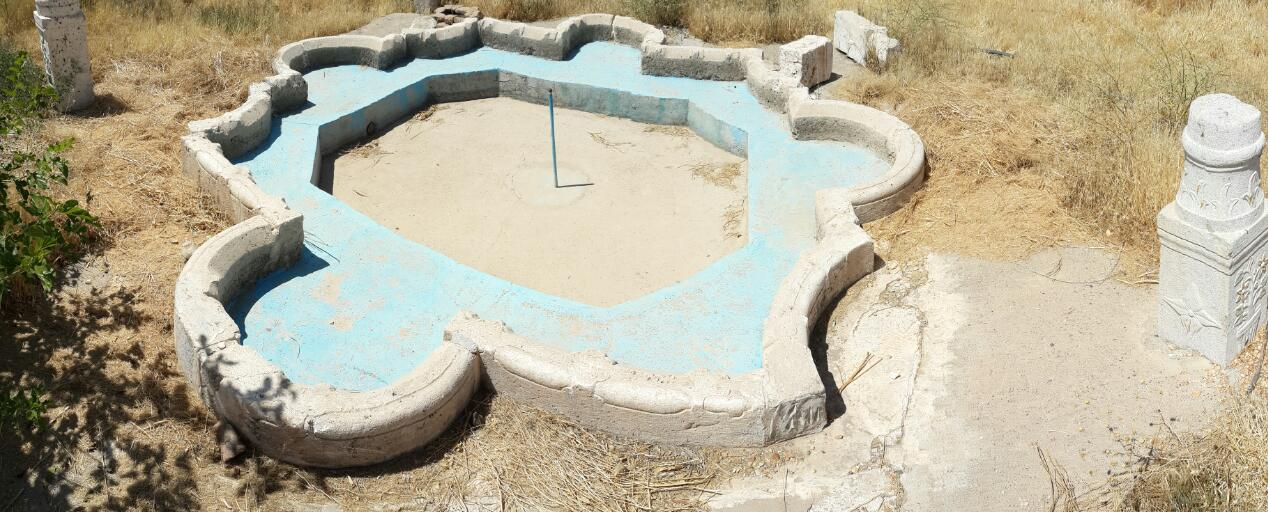
حوض فارغ غير متماثل